# كرغلين
كرغلين هي قرية في مقاطعة ساوجبلاغ، إيران. يقدر عدد سكانها بـ 896 نسمة بحسب إحصاء 2016.